# Пхонсаван
Пхонсаван (лаос. ໂພນສະຫວັນ, «райские холмы») — город в Лаосе, административный центр провинции Сиангкхуанг. Столица провинции была перенесена сюда в связи с тем, что прежняя столица — город Сиангкхуанг — была полностью разрушена в 1970-х годах во время гражданской войны.